# Ernst Anschütz
Ernst Anschütz (ur. 28 października 1780 w Goldlauter, zm. 18 grudnia 1861 w Lipsku) – niemiecki nauczyciel, organista, poeta i kompozytor.

## Życiorys
Anschütz urodził się w 1780 roku w Goldlauter w powiecie Suhl jako syn miejscowego pastora Johanna Heinricha Friedricha Christiana Anschütza. Dzieciństwo spędził na plebanii, gdzie nauczał go ojciec oraz prywatny nauczyciel. Następnie uczęszczał w latach 1795–1798 do szkoły w Schleusingen. Na wniosek ojca Ernst podjął studia teologiczne w Lipsku, ale jednak otrzymał doktorat z filozofii w 1802 roku. Już w 1799 roku został nauczycielem w szkole w Lipsku. W 1806 roku przeniósł się do szkoły w mieście Moritzbastei. Po śmierci ojca w 1806 roku, parafia chciała jego syna jako następcę. Parafię utrzymywał przez rok, później od października 1806 do kwietnia 1807 parafia była utrzymywana przez Johanna Georga Tiniusa. Parafia znalazła nowego opiekuna gdy Anschütz zdecydował o pozostaniu w Lipsku. Anschütz znakomicie grał na fortepianie, organach, skrzypcach, wiolonczeli i klarnecie, a także dał prywatne lekcje na tych instrumentach. Studiował przez kilka lat u Johanna Gottfrieda Schichta i wykazał duże zainteresowanie muzyką w Lipsku. W 1809 roku został członkiem loży masońskiej Apollo. W związku z tym odmówił stanowiska dyrektora szkoły w Zittau. Starał się nakarmić żonę i siedmioro dzieci. Jednak zrezygnował z pieniędzy za publikację jego książki, aby były dostępne dla dzieci w szkole. W 1819 objął funkcję kantora i organisty w Lipsku. Mimo ubóstwa Anschütz cieszył się szacunkiem i uznaniem w kręgach zamożnych kupców i księgarzy lipskich.
Pracował przez 50 lat w Lipsku jako nauczyciel i organista, napisał zebrane w tym czasie teksty i melodie pieśni. Jego najsłynniejsza pieśń O Tannenbaum była pierwotnie pieśnią Joachima Augusta Zarnacka o niewiernym kochanku. Anschütz w 1824 przepisał kolędę, zachowując pierwszą zwrotkę oraz dopisał dwie kolejne zwrotki piosenki. Ernst Anschütz zmarł w dniu 18 grudnia 1861 w rodzinnym Lipsku. Pochowany został w Nowym Cmentarzu Świętego Jana. W dniu jego narodzin ulica została nazwana jego imieniem.

## Dzieła

### Pieśni
- Alle Jahre wieder (autor tekstu: Wilhelm Hey)
- Alle meine Entchen
- Auf dem grünen Rasen
- Ei, ei, ei, ihr Hühnerchen
- Ein Männlein steht im Walde (autor tekstu: Hoffmann von Fallersleben)
- Es klappert die Mühle am rauschenden Bach (muzyka: Carl Reinecke)
- Fuchs, du hast die Gans gestohlen (1824)
- O Tannenbaum (1824)
- O Weihnachtszeit
- Wenn ich ein Vöglein wär
- Wer hat die schönsten Schäfchen

Anschütz jest również autorem libretta śpiewogry '„Jan Nepomucen”. Muzyka: Carl Loewe.

### Publikacje
- Musikalisches Schulgesangbuch: nach einer genauen Stufenfolge vom Leichtern zum Schwerern in drei Heften
  - Erster [!] Heft. Reclam, Leipzig 1824 (Skany w Herzog August Bibliothek w Wolfenbüttel).
  - 2. Heft. Reclam, Lipsk 1828.
  - 3. Heft: Ausgewählte Gesänge mit Begleitung des Pianoforte. Reclam, Lipsk 1830.
- Heitere Lieder für fröhliche kindliche Sänger nebst 24 leichten Melodien. Schlosser, Augsburg 1849.
- Die Leipziger Schlacht. Tagebuchaufzeichnungen. Hedrich, Lipsk 1924.